# Finsk-ugrisk mytologi
Finsk-ugrisk mytologi är en term för den urmytologi för de finsk-ugriska folken, som senare delade sig i flera undergrupper när dessa folk bosatte sig i olika delar av världen och sedan utvecklade skilda mytologier. 
Den ugriska grundmyten är berättelsen om de hunniska och ungerska folkstammarnas tillkomst. Enligt myten berättas det att Hunor och Ugor, två söner till en kung, var ute och spanade efter den vita hjorten. De träffade en grupp vackra flickor, tog sig varsin fru och grundade var sin dynasti. Hunors ättlingar blev hunnerna och Ugors ungrarna.

## Exempel på finsk-ugriska mytologier
- Estnisk mytologi
- Finsk mytologi
- Marisk mytologi
- Samisk mytologi
- Ungersk mytologi